# Стефанувка (Лодзинське воєводство)
Стефанувка (пол. Stefanówka) — село в Польщі, у гміні Розпша Пйотрковського повіту Лодзинського воєводства.
У 1975-1998 роках село належало до Пйотрковського воєводства.